# Oliver Leki
Oliver Leki (* 21. Januar 1973 in Worms, Rheinland-Pfalz) ist ein deutscher Diplom-Kaufmann und Fußballfunktionär.
Aktuell (Stand 12. Januar 2024) ist er Finanz-Vorstand des SC Freiburg sowie DFB-Vizepräsident, stellvertretender Sprecher des Präsidiums der Deutschen Fußball Liga (DFL) und stellvertretender Vorsitzender des Aufsichtsrats der DFL.

## Ausbildung
Leki wuchs als Sohn eines Metzgers in Worms auf. Nach einer Banklehre und anschließenden BWL-Studium war er zunächst als Unternehmensberater für verschiedene Beratungsgesellschaften tätig (Arthur Andersen, Ernst & Young).

## Fußballfunktionär

### 1. FC Köln
Anschließend war er 10 Jahre beim 1. FC Köln als Kaufmännischer Leiter (2003–2006) und Geschäftsführer Finanzen (2006–2013) tätig.

### SC Freiburg
2013 wechselte er zum SC Freiburg und übernahm dort den Posten als Geschäftsführer Finanzen. Im Oktober 2014 wurde er auf der Jahreshauptversammlung zum Vorstand für Finanzen, Organisation und Marketing gewählt.

### DFL und DFB
Am 21. August 2019 wurde Leki auf der Generalversammlung des DFL Deutsche Fußball Liga e.V. in Berlin als Zweiter Stellvertretender Sprecher in das Präsidium der DFL und damit einhergehend auch zum Stellvertretenden Vorsitzenden des Aufsichtsrats gewählt. Von Januar bis Juni 2023 übernahm er (nach dem Rücktritt von Geschäftsführerin Donata Hopfen) gemeinsam mit Axel Hellmann die DFL-Interimsgeschäftsführung, worauf er als Vertreter der DFL-Geschäftsführung in den gesetzlichen Vorstand des DFB berufen wurde.